# Clara Stone
Clara Stone   (Hobart, 12 de gener de 1860 - 10 de maig de 1957) va ser una de les dues primeres dones que es va graduar amb honors en medicina a la Universitat de Melbourne el 1891. Va ser nomenada la primera presidenta de la Victorian Medical Women's Society (VMWS), sent elegida el 1895, quan es va fundar la Society. La doctora Stone també va ser una dels tres fundadores de l'Hospital Queen Victoria de Melbourne, el primer hospital d'Austràlia fundat per dones per a dones.
La seva germana, Constance Stone, va ser la primera dona que va practicar medicina a Austràlia.

## Premis
El 2007, Stone va ser afegida al Llibre d'honor de dones victorianes.